# مارجوري كوتن
مارجوري كوتن (بالإنجليزية: Marjorie Cotton)‏ هي أمينة مكتبة أسترالية، ولدت في 1913 في أستراليا، وتوفيت في 2 فبراير 2003 في نيوساوث ويلز في أستراليا.